# Doppelbindungsregel
Die empirisch aufgestellte Doppelbindungsregel besagt, dass es den Elementen der 3. Periode des Periodensystems nicht mehr möglich sein sollte, stabile chemische Verbindungen mit (p-p)π-Mehrfachbindungen auszubilden.

## Beschreibung
Die Doppelbindungsregel basiert auf der Beobachtung, dass Elemente der 2. Periode stabile Verbindungen mit Mehrfachbindungen, z. B. Distickstoff N2 und Disauerstoff O2, bilden. Die homologen Elemente der 3. und höheren Perioden vermeiden dagegen die Bildung von Mehrfachbindungen. Entsprechend sind Verbindungen wie Diphosphor P2 und Dischwefel S2 nur in der Gasphase bei hohen Temperaturen existent. Unter Normalbedingungen liegen dagegen P4 oder polymerer Phosphor und S8 vor, die nur σ-Bindungen enthalten.

## Gültigkeit
Die Gültigkeit der Doppelbindungsregel wird meist auf schlechtere Überlappung der np-Orbitale (n≥3) bei größeren Atomrümpfen zurückgeführt. Die Elemente der höheren Perioden bilden deshalb statt π-Bindungen bevorzugt eine größere Zahl von σ-Bindungen aus.
In jüngerer Zeit wird allerdings diskutiert, dass diese Begründung so allgemein nicht haltbar ist, und die Ursachen wesentlich komplexer sind. Viel bedeutender ist wahrscheinlich die kinetische Stabilität von π-Bindungen bei den kleinen Elementatomen der 2. Periode und die kinetische Instabilität bei den größeren Atomen der höheren Perioden. Auch Alkene und Alkine, also Verbindungen mit C-C-Doppel- bzw. Dreifachbindung, sind häufig thermodynamisch instabil im Bezug auf eine Polymerenbildung (Ethylen geht in Gegenwart von Katalysatoren exotherm in Polyethylen über). Kleine Atome sind schwerer zugänglich und Verzerrungen, die zur genügenden Annäherung der Reaktanten notwendig sind, kosten mehr Energie. Das bedeutet, dass die Aktivierungsenergien bei kleineren Atomen meist deutlich größer sind als bei größeren. Die Kleinheit der Elemente der 2. Periode des Periodensystems erschwert auch grundsätzlich höhere Koordinationszahlen, so dass Strukturen, die π-Bindungen enthalten und somit relativ kleine Koordinationszahlen aufweisen – da ja zwei Bindungen zum gleichen Nachbaratom gehen – auch thermodynamisch stabiler sein können als Alternativ-Strukturen mit σ-Bindungen.
Nicht nur die Begründung für die Doppelbindungsregel, sondern auch die Doppelbindungsregel selbst kann neuen Erkenntnissen zufolge nicht mehr als uneingeschränkt richtig gelten. In den letzten 25 Jahren sind unzählige chemische Verbindungen schwerer Hauptgruppenelemente (n≥3) der Gruppen 13 bis 17 dargestellt worden, die formale Doppel- und Dreifachbindungen enthalten. Zu diesen Verbindungen zählen die schweren Homologen der aus der organischen Kohlenstoffchemie bekannten Alkene und Alkine. Während für Alkene eine Bindungsordnung von 2 und für Alkine eine Bindungsordnung von 3 per Definition vorliegt, weisen die schweren Analogen oftmals deutlich niedrigere Bindungsordnungen auf, als für echte Doppel- oder Dreifachbindung erwartet werden würden. Es kann also bei Mehrfachbindungen zwischen schwereren Elementen (n≥3) nur von formalen Doppel- und Dreifachbindungen gesprochen werden. Das erste Beispiel für eine Dreifachbindung zwischen schweren Hauptgruppenelementen (n≥3) war die formale Gallium-Gallium Dreifachbindung in {\displaystyle \mathrm {Na_{2}\left[\left(Ga(C_{6}H_{3}Trip_{2}-2,6)\right)_{2}\right]} } (Trip = {\displaystyle \mathrm {C_{6}H_{2}iPr_{3}-2,4,6} }), deren Beschreibung in der Wissenschaft immer noch sehr umstritten ist und die wahrscheinlich eine Bindungsordnung kleiner 2 aufweist. Die größten Element-Element-Bindungsordnungen zwischen schwereren Hauptgruppenelementen wurden bisher in der erst im Jahr 2004 strukturell charakterisierten Verbindungen {\displaystyle ((Me_{3}Si)_{2}CH)_{2}(''i''Pr)SiSi-SiSi(''i''Pr)(CH(SiMe_{3})_{2})_{2}} und in {\displaystyle S_{2}I_{4}(MF_{6})_{2}} {\displaystyle (M=As,Sb)} mit Silicium-Silicium bzw. Schwefel-Schwefel Bindungsordnungen von etwa 2,3 bis 2,5 nachgewiesen.

## Schmidtsche Doppelbindungsregel
Die von O. Schmidt aufgestellte Doppelbindungsregel besagt, dass in einer Substanz die einer Doppelbindung oder einem Phenylrest benachbarte C-C-Bindung gestärkt und die nachfolgende C-C-Bindung jedoch geschwächt wird.
Dies hat direkte Auswirkungen auf die chemische Reaktionen der Substanzen, so wird beispielsweise bei der Pyrolyse die Kohlenstoff-Kette an der schwächeren Bindung gespalten, wobei sich die Doppelbindung gleichzeitig verschiebt. Ein anderes Beispiel findet sich in der Photochemie, so zerfallen z. B. gesättigte Aldehyde in Kohlenmonoxid und Kohlenwasserstoff.